# Knyszyn
Knyszyn je město v severovýchodním Polsku v Podleském vojvodství v okrese Mońki, sídlo stejnojmenné městsko-vesnické gminy. Leží na okraji Knyszunského pralesa (Puszcza Knyszyńska), na řece Jaskranka v historickém regionu Podlesí. V roce 2024 zde žilo 2 543 obyvatel.

## Historie
V roce 1568 obdrželo město městská práva od tehdejšího polského krále Zikmunda II. Augusta, který zde často pobýval. Historicky je zde doloženo jeho 19 návštěv, v celkovém úhrnu asi 500 dnů. Zikmund II. August zde také dne 7. června 1572 zemřel.

## Obyvatelstvo
Město mělo v roce 2014 celkem 2 823 obyvatel. 

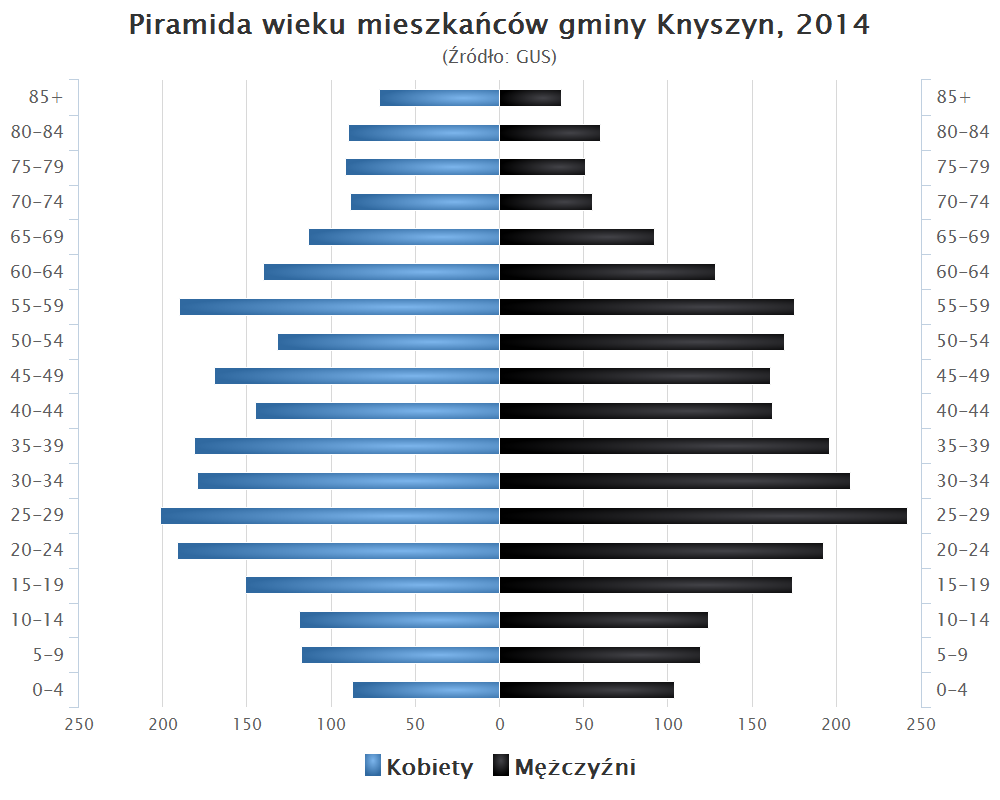
Demografie Knyszyna (2014)

## Galerie

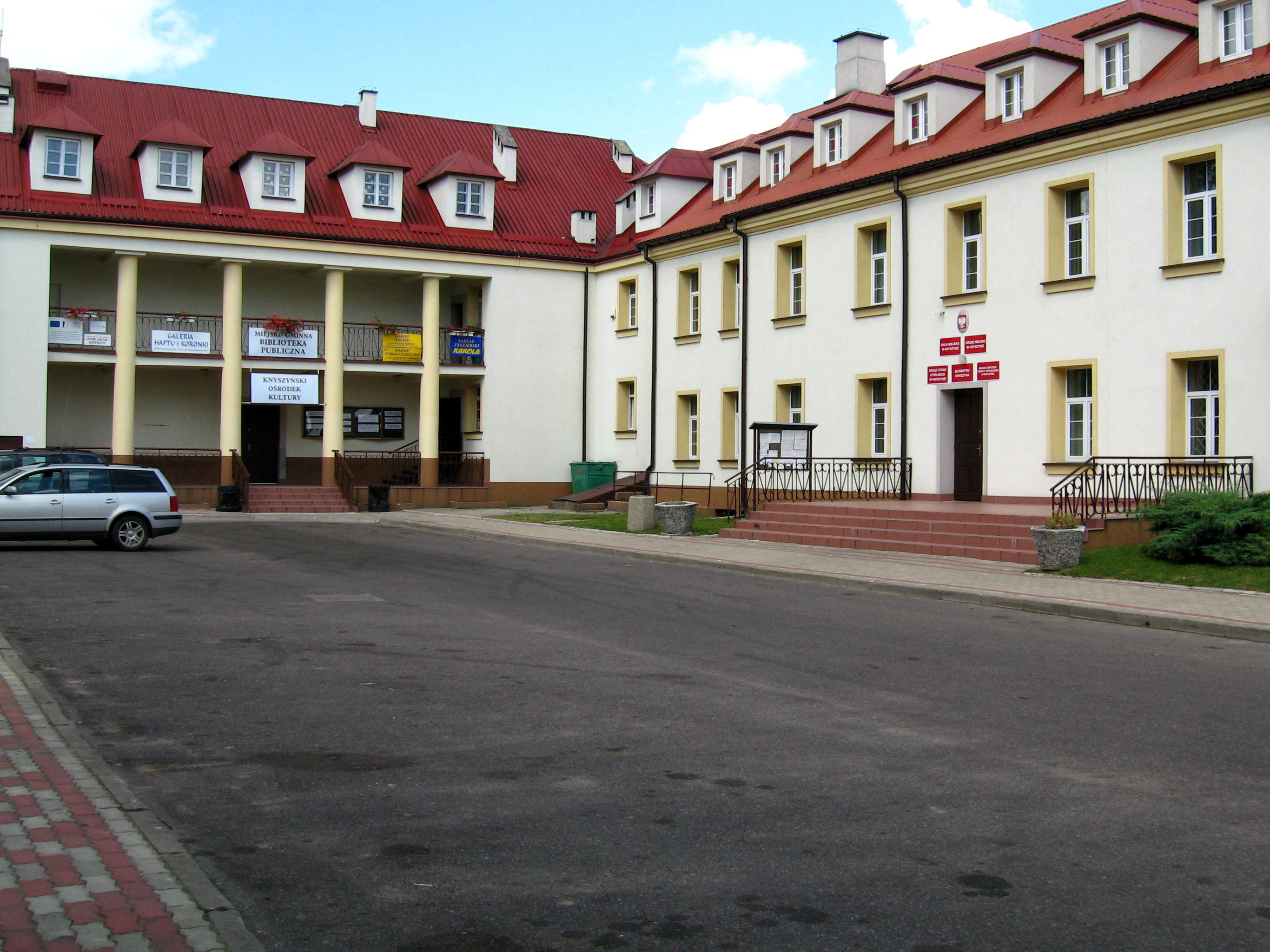
Sídlo gminy
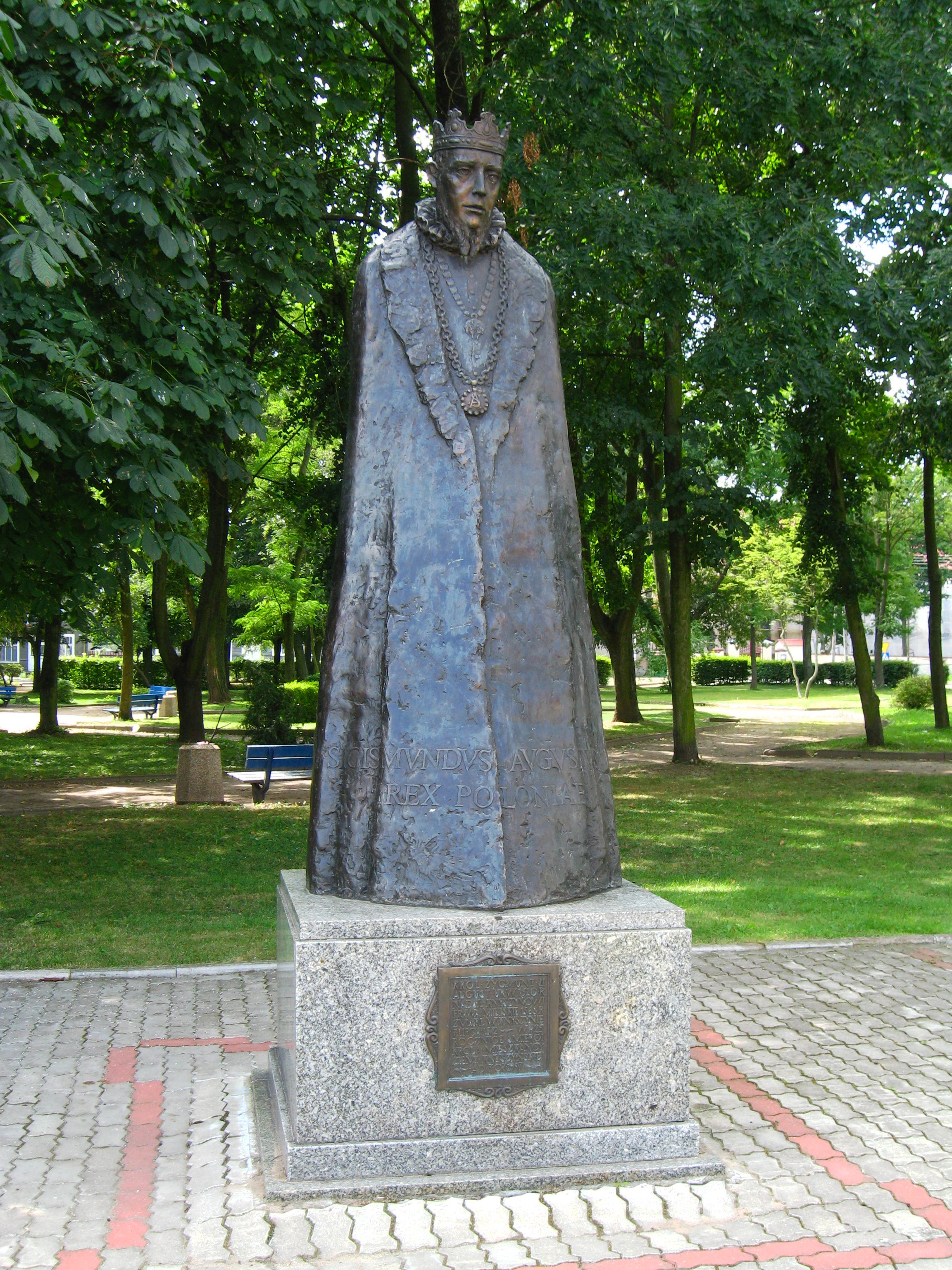
Památník krále Zikmunda II. Augusta.
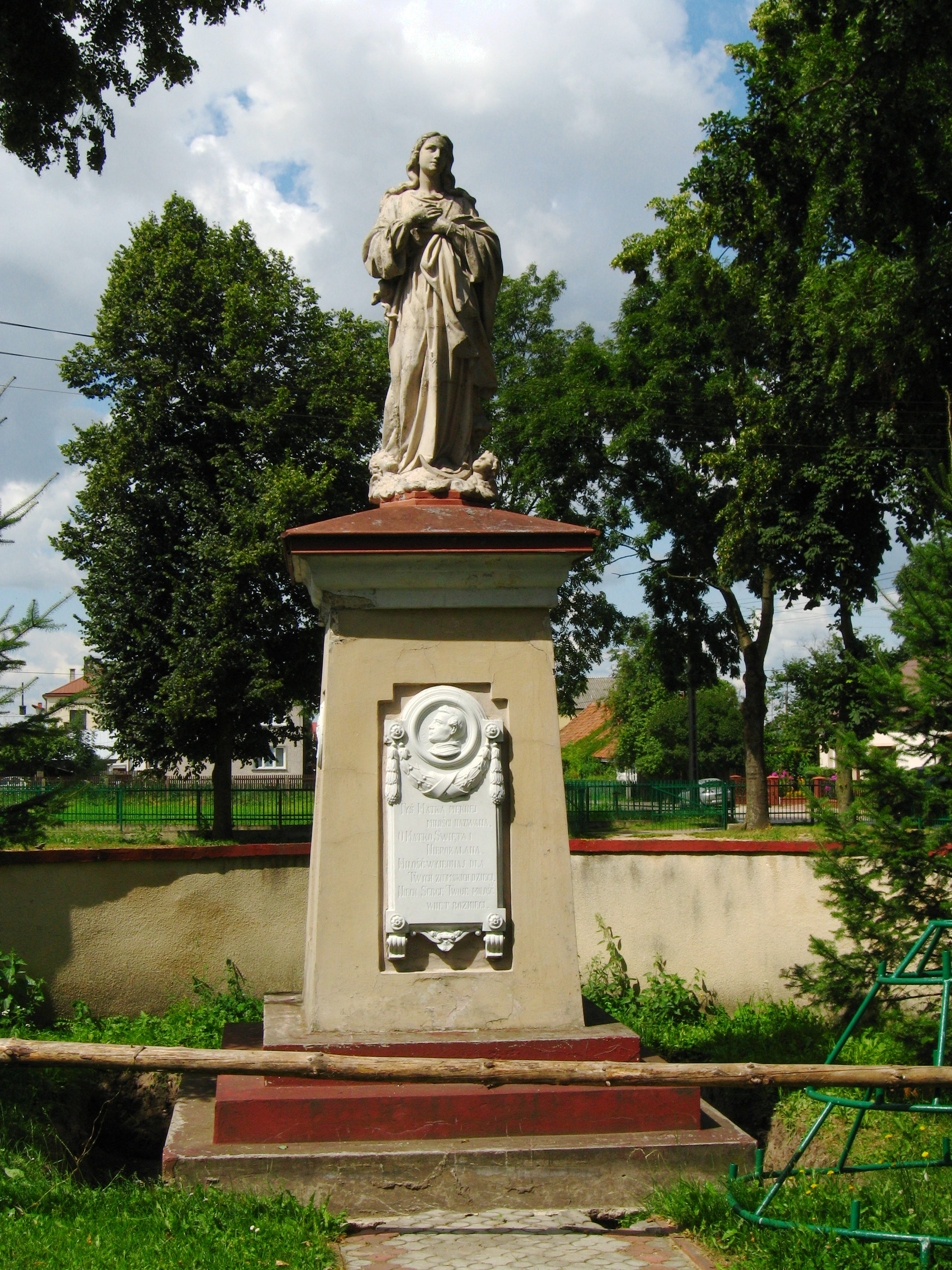
Kostel svatého Jana, apoštola a evangelisty